# Agnes von Auer
Agnes von Auer (* 22. Dezember 1822 in Königsberg in Preußen; † 7. Juli 1902 ebenda) war eine deutsche Schriftstellerin. Sie veröffentlichte unter dem Pseudonym Luise Erau.

## Leben
Ihre Eltern waren der spätere General Kasimir von Auer und dessen Ehefrau Friederike Leopoldine Ferdinande von Kleist. Über ihr Leben gibt es kaum Zeugnisse. Sie blieb unverheiratet und lebte in der zweiten Hälfte des 19. Jahrhunderts als Stiftsdame in Potsdam. Unter ihrem Pseudonym Luise Erau schrieb sie unter anderem Erzählungen, Dramen, Biografien, naturwissenschaftliche Aufsätze und Werke für Kinder. Sie veröffentlichte unter anderem in Thekla von Gumperts Töchter-Album, in den Illustrierten Jugendblättern und in der Deutschen Jugendzeitung.